# Meccano Records
Meccano Records è un'etichetta discografica fondata nel 1979 da Giulio Tedeschi e Carla Celsa.

## Storia
Insieme a poche altre (come la Italian Records) è una delle primissime a dedicare un'attenzione prioritaria ai nuovi influssi musicali conseguenti all'esplosione del fenomeno punk, dal 1975 in poi.
Tra gli artisti più noti scoperti da Meccano ci sono Righeira, Raw Power, Rough.
Nel 1985 l'etichetta cambia impostazione artistica e ragione sociale diventando la Toast Records.

## Discografia parziale
| Anno | Interprete  | Titolo                         | Formato |
| ---- | ----------- | ------------------------------ | ------- |
| 1982 | AA.VV       | Antenna                        | MC      |
| 1982 | Rough       | Rough                          | EP      |
| 1983 | AA.VV       | 1984 Raptus                    | LP      |
| 1984 | Raw Power   | You Are the Victim             | LP      |
| 1984 | AA.VV       | Raptus Negazione e Superamento | LP      |
| 1984 | Bloody Riot | Bloody Riot                    | LP      |
| 1985 | Stigmathe   | Lo sguardo dei morti           | LP      |